# Tunnel de Blaisy-Bas
Le tunnel de Blaisy-Bas, long de 4 110 m, date du milieu du XIXe siècle. Il est situé sur la ligne de Paris-Lyon à Marseille-Saint-Charles, à 26 km à l'ouest de Dijon. La tête Nord du tunnel est à Blaisy-Bas et la tête Sud à Baulme-la-Roche.

## Histoire

### Création de la ligne
L'axe Paris - Méditerranée via Marseille apparaît déjà comme un axe majeur de circulation avant que n'apparaisse le premier chemin de fer.
En 1838, Lamartine, fervent partisan du chemin de fer et président du Conseil général de Saône-et-Loire, soutient lors d'un discours le tracé d'une ligne entre Paris et Marseille. À la même date, le directeur général des Ponts et Chaussées de l'époque, Baptiste Legrand présente officiellement le projet d'un réseau de chemins de fer centré sur Paris. Ce projet, appelé « l'Étoile de Legrand », est voté le 11 juin 1842. Il prévoit l'établissement d'un système de lignes ferroviaires en étoile, ayant Paris pour centre, qui comprend en outre la liaison de Paris à la Méditerranée par Lyon, Marseille et Sète. Cette liaison, qui présente un intérêt économique de première importance, deviendra la plus grande artère ferroviaire française.
Le tracé de la ligne sur le territoire de la Bourgogne, pour relier Laroche - Migennes à Chalon-sur-Saône présente la difficulté de franchissement du seuil de Bourgogne, ligne de partage des eaux entre les vallées de la Seine et de la Saône. Ce tracé doit, selon le vœu des Dijonnais, permettre la desserte de Dijon, seule ville importante du trajet en Bourgogne.
L'ingénieur en chef du département de la Côte-d'Or, le dijonnais Henry Darcy, propose alors un tracé passant par Blaisy, qui nécessite le percement d'un souterrain (tunnel de Blaisy). Ce tracé par la ville de Dijon est retenu et inscrit dans la loi du 7 juillet 1845,.

### Percement
La construction du tunnel débuta en 1845. Commencés par les ingénieurs des Ponts et Chaussées, les travaux du tunnel furent ensuite concédés à la Compagnie du Chemin de fer de Paris à Lyon le 1er mai 1846. Pour permettre le creusement du tunnel, vingt-deux puits d'accès furent établis à environ 200 m d'intervalle. 
Une partie des puits d'accès ont ensuite été utilisés pour la ventilation du tunnel à l'époque des machines à vapeur.
Le plus connu : le Puits XV s'élève à plus de 200m au dessus des voies. 
L'effet de souffle quand passe un train peut être entendu. Il n'est toutefois pas possible de le visiter. 
Les travaux prirent fin en 1850. Plus de 2000 travailleurs sont intervenus sur le chantier.

### Histoire récente
Le tunnel représente le point culminant d'une rampe continue de 8 pour mille (‰) longue de 200 km en venant de Paris ou 95 km en venant de Lyon laquelle représentait la principale difficulté du temps de la vapeur, imposant au PLM la création de locomotives de forte puissance pour les marchandises et les voyageurs.
En septembre 1947, l'acteur Lucien Coëdel est retrouvé mort dans le tunnel après avoir chuté du train qui le transportait.
Entre 1949 et 1962, la ligne est progressivement électrifiée en 1500 V continu. La section de Laroche-Migenne à Dijon, où se situe le tunnel, fut la 1re section à être mise sous tension, les 12 et 13 décembre 1949. La 1re circulation commerciale eut lieu le 22 décembre 1949, l'inauguration ayant lieu le 15 mars 1950.

## Caractéristiques
Ce tunnel est situé entre les points kilométriques (PK) 288,398 et 292,508 et mesure 4 110 m de long.